# Thang Duc Nguyen
Thang Duc Nguyen [θæŋ dak ŋwiɜn] ist ein deutscher Pokerspieler vietnamesischer Abstammung. Er gewann 2006 das Main Event der European Poker Tour.

## Pokerkarriere
Seine erste Geldplatzierung bei einem Live-Turnier erzielte Nguyen Mitte Juli 2004 beim Main Event der World Poker Tour in Paris. Im Oktober 2006 gewann er in Baden als erster Deutscher das Main Event der European Poker Tour. Dafür setzte er sich gegen 330 andere Spieler durch und erhielt eine Siegprämie von knapp 500.000 Euro. Seitdem blieben größere Turniererfolge aus. Seine bis dato letzte Geldplatzierung erzielte Nguyen im Januar 2017.
Insgesamt hat sich Nguyen mit Poker bei Live-Turnieren knapp eine Million US-Dollar erspielt.